# Ripper Street
Ripper Street ist eine britische Krimiserie, die von 2012 bis 2013 für die BBC und BBC America produziert wurde. Die ersten Teile der Serie spielen in Whitechapel im Londoner East End des Jahres 1889, sechs Monate nach den Morden von Jack the Ripper. Die Hauptrollen haben Matthew Macfadyen, Jerome Flynn und Adam Rothenberg. Die Erstausstrahlung im Vereinigten Königreich erfolgte am 30. Dezember 2012 auf BBC One. Nach vorläufiger Absetzung nach der zweiten Staffel gab Amazon UK im Februar 2014 die Produktion einer dritten Staffel für ihren Streamingdienst Amazon Prime Instant Video bekannt. Im Mai 2015 gab Amazon UK zwei weitere Staffeln der Serie in Auftrag. Amazon UK kündigte im März 2016 an, dass die 5. Staffel die letzte sein wird.

## Handlung
Whitechapel, London, 1889: Sechs Monate sind seit dem letzten Mord von Jack the Ripper im Londoner East End vergangen. Nun geschehen erneut Morde, die die Handschrift von Jack the Ripper tragen. Inspector Edmund Reid und seine Kollegen Sergeant Bennet Drake und Captain Homer Jackson gründen die H Division und versuchen alles, um die Morde aufzuklären. Außerdem wollen sie wieder für Recht und Ordnung in London sorgen.

## Hintergrund
Die Fernsehserie Ripper Street ist eine Gemeinschaftsproduktion der britischen BBC und des amerikanischen Kabelsenders BBC America. Für die erste Staffel wurden acht Episoden bestellt. Gedreht wurde fast ausschließlich in Dublin, Irland. Kulisse für das East End von London waren das Dublin Castle und das Kilmainham Gaol.
Nach Ausstrahlung der fünften Folge der ersten Staffel wurde die Produktion einer zweiten Staffel mit weiteren acht Episoden angekündigt. Wegen nicht zufriedenstellender Zuschauerzahlen wurde die Serie am 4. Dezember 2013 von BBC One eingestellt. Danach versuchten die Produzenten, die Serie an den Streamingdienst Lovefilm zu verkaufen. Im Februar 2014 wurden weitere Folgen von dem zu Amazon gehörenden Video-on-Demand-Anbieter bestellt.
Die Hauptfigur entstand in Anlehnung an den echten Edmund Reid (1846–1917), der damals das „Criminal Investigation Department“ leitete und mit der Aufklärung der Whitechapel-Morde betraut war.

## Besetzung und Synchronisation
Die deutsche Synchronisation entsteht bei der Synchronfirma Splendid Synchron GmbH in Köln.

### Hauptbesetzung
| Rollenname                          | Schauspieler      | Hauptrolle (Staffel) | Synchronsprecher     |
| ----------------------------------- | ----------------- | -------------------- | -------------------- |
| Det. Insp. Edmund Reid              | Matthew Macfadyen | 1–5                  | Marcus Off           |
| Det. Insp. Bennet Drake             | Jerome Flynn      | 1–4                  | Volker Wolf          |
| Captain Homer Jackson/Matthew Judge | Adam Rothenberg   | 1–5                  | Matthias Deutelmoser |
| Long Susan (Hart)/Caitlin Swift     | MyAnna Buring     | 1–5                  | Daniela Bette-Koch   |
| Chief Inspector Fred Abberline      | Clive Russell     | 1–3, 5               | Gerhard Fehn         |
| Fred Best                           | David Dawson      | 1–3                  | Simon Roden          |
| Emily Reid                          | Amanda Hale       | 1                    | Dina Kürten          |
| Rose Erskine                        | Charlene McKenna  | 1–5                  | Demet Fey            |
| Det. Insp. Jedediah Shine           | Joseph Mawle      | 2, 5                 | Matthias Klie        |
| Dr. Amelia Frayn                    | Louise Brealey    | 3                    | Brit Gülland         |
| Hermione „Mimi“ Morton              | Lydia Wilson      | 3, 5                 | Anna-Sophia Lumpe    |

### Nebenbesetzung
| Rollenname              | Schauspieler      | Nebenrolle (Staffel) | Synchronsprecher         |
| ----------------------- | ----------------- | -------------------- | ------------------------ |
| P.C. Dick Hobbs         | Jonathan Barnwell | 1                    | Philipp Danne            |
| Deborah Goren           | Lucy Cohu         | 1, 4                 | Kordula Leiße            |
| Sgt. Donald Artherton   | David Wilmot      | 1–3                  | Volker Niederfahrenhorst |
| Det. Con. Albert Flight | Damien Molony     | 2                    | Johannes Raspe           |
| Bella Drake             | Gillian Saker     | 1–2                  | Nele Kiper               |
| Silas Duggan            | Frank Harper      | 2                    | Maximilian Hilbrand      |
| Jane Cobden             | Leanne Best       | 2–3                  | Ilya Welter              |
| Joseph Merrick          | Joseph Drake      | 2                    | Martin Bross             |
| P.C. Bobby Grace        | Josh O’Connor     | 3                    |                          |
| Ronald Capshaw          | John Hefferman    | 3                    | Gilles Karolyi           |
| Charity                 | Alicia Gerrard    | 3                    | Ann-Cathrin Schaible     |
| Mathilda Reid           | Anna Burnett      | 3–5                  |                          |
| Edgar Morton            | Richard Goulding  | 3                    | Markus Kloster           |

## Ausstrahlung
Vereinigtes Königreich
Die erste Staffel lief am 30. Dezember 2012 auf BBC One an. Die Pilotfolge sahen 7,89 Millionen Zuschauer. In den folgenden Wochen fielen die Einschaltquoten nur minimal ab. Das erste Staffelfinale erfolgte am 24. Februar 2013. Die zweite Staffel lief zwischen dem 28. Oktober und dem 16. Dezember 2013. Da die Fernsehserie gegen I’m a Celebrity...Get Me Out of Here!, die britische Version von Ich bin ein Star – Holt mich hier raus!, antreten musste, fielen die Zuschauerzahlen auf knapp vier Millionen zurück, weshalb BBC One die Serie absetzte.
Deutschland
In Deutschland wurde die Fernsehserie zunächst auf dem Pay-TV-Sender RTL Crime gezeigt. Dort lief die erste Staffel zwischen dem 30. August und 18. Oktober 2013, die zweite Staffel war ab dem 5. September 2014 und die dritte Staffel vom 14. Juli 2015.
Im Free-TV wurde die Serie zwischen dem 17. Februar und dem 7. April 2014 auf ZDFneo ausgestrahlt. Parallel lief sie bis zum 11. April 2014 auch spätabends im ZDF-Hauptprogramm.

## Episodenliste

### Staffel 1
| Nr. (ges.) | Nr. (St.) | Deutscher Titel                            | Originaltitel                 | Erstausstrahlung UK | Deutschsprachige Erstausstrahlung (D) | Regie         | Drehbuch                          |
| ---------- | --------- | ------------------------------------------ | ----------------------------- | ------------------- | ------------------------------------- | ------------- | --------------------------------- |
| 1          | 1         | Mord im Licht/ Ich brauche Licht           | I Need Light                  | 30. Dez. 2012       | 30. Aug. 2013                         | Tom Shankland | Richard Warlow                    |
| 2          | 2         | Der Schützling/ Der schweigende Junge      | In My Protection              | 6. Jan. 2013        | 6. Sep. 2013                          | Tom Shankland | Richard Warlow                    |
| 3          | 3         | Die Rückkehr der Seuche/ König Cholera     | The King Came Calling         | 13. Jan. 2013       | 13. Sep. 2013                         | Andy Wilson   | Declan Croghan & Richard Warlow   |
| 4          | 4         | Ehrenwerte Bürger/ Die Edlen der Stadt     | The Good of This City         | 20. Jan. 2013       | 20. Sep. 2013                         | Andy Wilson   | Julie Rutterford & Richard Warlow |
| 5          | 5         | Der aufrechte Räuber/ Das Totengericht     | The Weight of One Man’s Heart | 27. Jan. 2013       | 27. Sep. 2013                         | Colm McCarthy | Toby Finlay                       |
| 6          | 6         | Terror in London/ Die Schatten             | Tournament of Shadows         | 3. Feb. 2013        | 4. Okt. 2013                          | Colm McCarthy | Toby Finlay                       |
| 7          | 7         | In den eigenen Reihen/ Einer meiner Männer | A Man of My Company           | 17. Feb. 2013       | 11. Okt. 2013                         | Andy Wilson   | Richard Warlow                    |
| 8          | 8         | Arbeit im Schatten/ Wozu die Mühe?         | What Use Our Work?            | 24. Feb. 2013       | 18. Okt. 2013                         | Andy Wilson   | Richard Warlow                    |

### Staffel 2
| Nr. (ges.) | Nr. (St.) | Deutscher Titel                | Originaltitel            | Erstausstrahlung UK | Deutschsprachige Erstausstrahlung (D) | Regie              | Drehbuch                        |
| ---------- | --------- | ------------------------------ | ------------------------ | ------------------- | ------------------------------------- | ------------------ | ------------------------------- |
| 9          | 1         | Unschuldsengel                 | Pure as the Driven       | 28. Okt. 2013       | 5. Sep. 2014                          | Tom Shankland      | Richard Warlow                  |
| 10         | 2         | Fluch des Blutes               | Am I Not Monstrous?      | 4. Nov. 2013        | 12. Sep. 2014                         | Tom Shankland      | Richard Warlow                  |
| 11         | 3         | Der Tod ist der Preis          | Become Man               | 11. Nov. 2013       | 19. Sep. 2014                         | Christopher Menaul | Marnie Dickens                  |
| 12         | 4         | Hochexplosiv                   | Dynamite and a Woman     | 18. Nov. 2013       | 26. Sep. 2014                         | Christopher Menaul | Jamie Crichton & Richard Warlow |
| 13         | 5         | Verwobene Schlingen            | Threads of Silk and Gold | 25. Nov. 2013       | 3. Okt. 2014                          | Kieron Hawkes      | Thomas Martin & Toby Finlay     |
| 14         | 6         | Die Liebe und der Tod          | A Stronger Loving World  | 2. Dez. 2013        | 10. Okt. 2014                         | Kieron Hawkes      | Toby Finlay                     |
| 15         | 7         | Verraten und verkauft – Teil 1 | Our Betrayal (1)         | 9. Dez. 2013        | 17. Okt. 2014                         | Andy Wilson        | Richard Warlow                  |
| 16         | 8         | Verraten und verkauft – Teil 2 | Our Betrayal (2)         | 16. Dez. 2013       | 24. Okt. 2014                         | Andy Wilson        | Richard Warlow                  |

### Staffel 3
| Nr. (ges.) | Nr. (St.) | Deutscher Titel           | Originaltitel              | Erstausstrahlung UK | Deutschsprachige Erstausstrahlung (D) | Regie          | Drehbuch                   |
| ---------- | --------- | ------------------------- | -------------------------- | ------------------- | ------------------------------------- | -------------- | -------------------------- |
| 17         | 1         | Letzter Halt Whitechapel  | Whitechapel Terminus       | 14. Nov. 2014       | 14. Juli 2015                         | Andy Wilson    | Richard Warlow             |
| 18         | 2         | Der Abgrund               | The Beating of Her Wings   | 14. Nov. 2014       | 21. Juli 2015                         | Andy Wilson    | Toby Finlay                |
| 19         | 3         | Diamanten aus Asche       | Ashes and Diamonds         | 21. Nov. 2014       | 28. Juli 2015                         | Anthony Byrne  | Toby Finlay                |
| 20         | 4         | Dein Vater, mein Freund   | Your Father, My Friend     | 28. Nov. 2014       | 4. Aug. 2015                          | Andy Wilson    | Richard Warlow             |
| 21         | 5         | Ein schweres Erbe         | Heavy Boots                | 5. Dez. 2014        | 11. Aug. 2015                         | Anthony Byrne  | Rob Green & Richard Warlow |
| 22         | 6         | Lebenshunger              | The Incontrovertible Truth | 12. Dez. 2014       | 18. Aug. 2015                         | Anthony Byrne  | Richard Warlow             |
| 23         | 7         | Leben ist mehr als Nehmen | Live Free, Live True       | 19. Dez. 2014       | 25. Aug. 2015                         | Saul Metzstein | Rachel Bennette            |
| 24         | 8         | Das letzte Puzzleteil     | The Peace of Edmund Reid   | 26. Dez. 2014       | 1. Sep. 2015                          | Saul Metzstein | Richard Warlow             |

### Staffel 4
| Nr. (ges.) | Nr. (St.) | Deutscher Titel                       | Originaltitel             | Erstausstrahlung UK | Deutschsprachige Erstausstrahlung (D) | Regie         | Drehbuch        |
| ---------- | --------- | ------------------------------------- | ------------------------- | ------------------- | ------------------------------------- | ------------- | --------------- |
| 25         | 1a        | In der Fremde (1)                     | The Strangers’ Home (1)   | 15. Jan. 2016       | 24. März 2017                         | Kieron Hawkes | Richard Warlow  |
| 25         | 1b        | In der Fremde (2)                     | The Strangers’ Home (2)   | 15. Jan. 2016       | 31. März 2017                         | Kieron Hawkes | Richard Warlow  |
| 26         | 2         | Verlorene Unschuld                    | Some Conscience Lost      | 22. Jan. 2016       | 7. Apr. 2017                          | Luke Watson   | Rachel Bennette |
| 27         | 3         | Blut ist ein besonderer Saft          | A White World Made Red    | 29. Jan. 2016       | 14. Apr. 2017                         | Luke Watson   | Justin Young    |
| 28         | 4         | Männer des Eisens, Männer des Rauches | Men Of Iron, Men Of Smoke | 5. Feb. 2016        | 21. Apr. 2017                         | Luke Watson   | Matt Delargy    |
| 29         | 5         | Keine Wölfe in Whitechapel            | No Wolves In Whitechapel  | 12. Feb. 2016       | 28. Apr. 2017                         | Anthony Byrne | Richard Warlow  |
| 30         | 6         | Vom Jäger zum Gejagten                | Edmund Reid Did This      | 19. Feb. 2016       | 5. Mai 2017                           | Anthony Byrne | Richard Warlow  |

### Staffel 5
| Nr. (ges.) | Nr. (St.) | Deutscher Titel      | Originaltitel             | Erstausstrahlung UK | Deutschsprachige Erstausstrahlung (D) | Regie           | Drehbuch       |
| ---------- | --------- | -------------------- | ------------------------- | ------------------- | ------------------------------------- | --------------- | -------------- |
| 31         | 1         | Die Jagd beginnt     | Closed Casket             | 12. Okt. 2016       | 10. Jan. 2018                         | Daniel Nettheim | Richard Warlow |
| 32         | 2         | Am seidenen Faden    | A Brittle Thread          | 12. Okt. 2016       | 17. Jan. 2018                         | Daniel Nettheim | Richard Warlow |
| 33         | 3         | Der Hunger           | All the Glittering Blades | 12. Okt. 2016       | 24. Jan. 2018                         | Nick Rowland    | Toby Finlay    |
| 34         | 4         | Die träumenden Toten | The Dreaming Dead         | 12. Okt. 2016       | 31. Jan. 2018                         | Nick Rowland    | Toby Finlay    |
| 35         | 5         | Eine letzte gute Tat | A Last Good Act           | 12. Okt. 2016       | 7. Feb. 2018                          | Ashley Way      | Richard Warlow |
| 36         | 6         | Der Lauf der Dinge   | Occurrence Reports        | 12. Okt. 2016       | 14. Feb. 2018                         | Ashley Way      | Richard Warlow |

## DVD-Veröffentlichungen
Vereinigtes Königreich
- Staffel 1 erschien am 18. März 2013
- Staffel 2 erschien am 27. Januar 2014
- Staffel 3 erschien am 23. Juni 2015
- Staffel 4 erschien am 27. September 2016
- Staffel 5 erschien am 31. Juli 2017
- Ripper Street - The Complete Collection erschien am 31. Juli 2017

Deutschland/Österreich
- Staffel 1 erschien am 28. Februar 2014
- Staffel 2 erschien am 27. Februar 2015
- Staffel 3 erschien am 27. November 2015
- Staffel 4 erschien am 15. Mai 2017
- Staffel 5 erschien am 14. Februar 2018
- Ripper Street - Die komplette Serie erschien am 12. Oktober 2018